# Qilakitsocké mumie

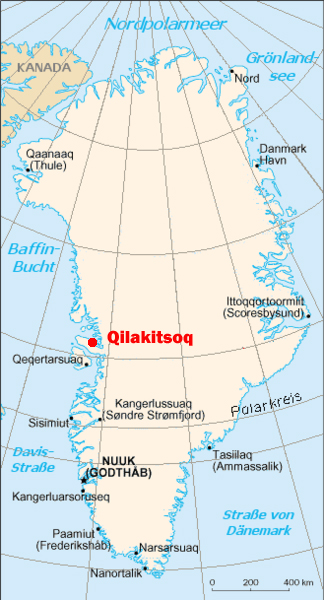
Mapa Grónska, Qilakitsoq je vyznačen červeně

Qilakitsocké mumie, také grónské mumie, byly archeologické nálezy, které byly nalezeny v roce 1972 v opuštěné inuitské osadě Qilakitsoq na území Grónska. Bylo zde nalezeno osm dobře zachovalých mumií, jejichž stáří se odhaduje na přibližně 500 let. Díky nízkým teplotám a arktickým větrům se tkáně vysušily prakticky v původním stavu.

## Nález

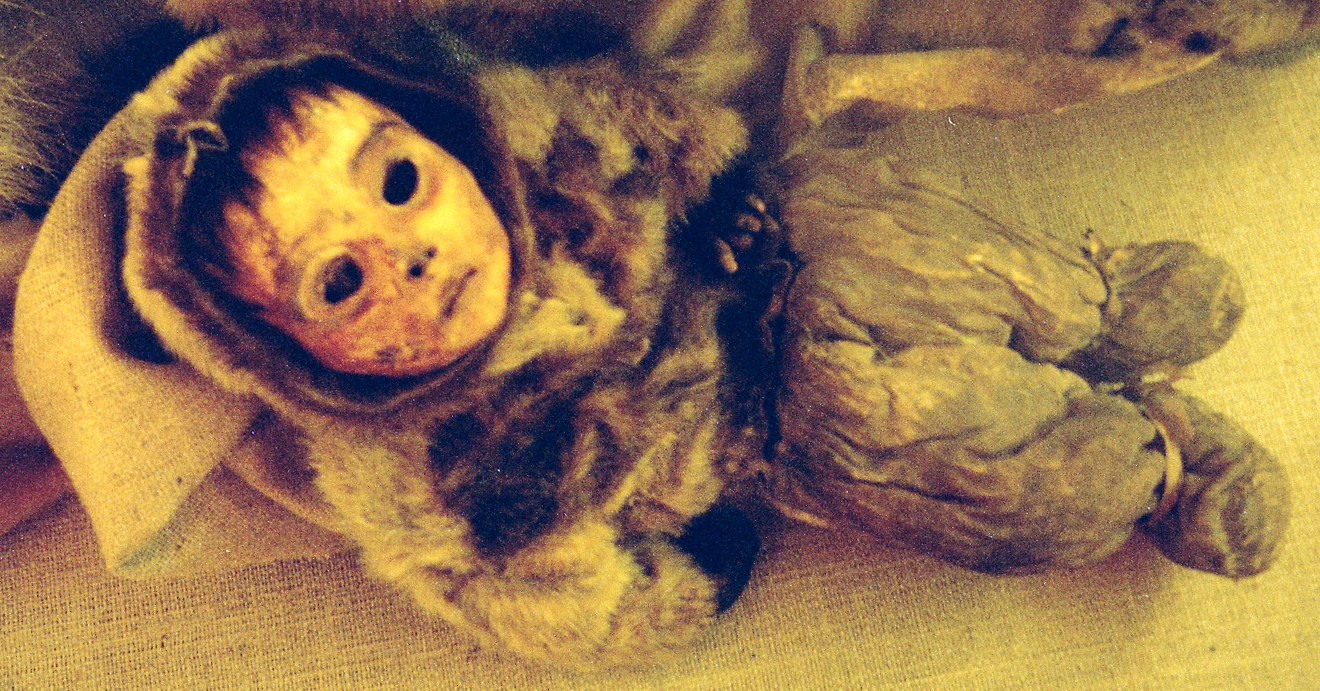
Mumie šestiměsíčního chlapce

Naleziště se nachází na poloostrově Nuussuaq, v druhém největším fjordu na světě – Umanackém. Inuitská vesnice Qilakitsoq leží přibližně 450 kilometrů severně od polárního kruhu a v roce 1972 zde bratři Hans a Jokum Grönvoldovi při lovu náhodně objevili jeden z nejunikátnějších arktických nálezů. Bratři, pocházející z nedaleké vesnice Qaarsut, našli 8 zachovalých těl ve dvou hrobech zakrytých kamennými mohylami. Prvních pět let po nahlášení nálezu se mu nevěnovala patřičná pozornost. Až koncem 70. let vzbudil objev celosvětový zájem a charakteristická fotka mumie kojence se dostala až na obálku časopisu National Geographic.
Tradiční inuitské hroby byly uzavřeny kolem roku 1475. Analýzou chrupu byl zjištěn věk všech těl v hrobech:
1. První hrob obsahoval těla tří žen, šestiletého a šestiměsíčního chlapce. Nejmladší žena zemřela ve věku 20–30 let, druhá, také mladá, žena byla ve věku 25–35 let. Poslední, nejstarší žena, byla 40–50 let stará.
2. Ve druhém hrobě byla nalezena těla tří žen, z nichž nejmladší byla ve věku 18–21 let a zbylé dvě zemřely ve věku asi 50 let.

Hroby jsou ve svahu, skloněném na sever. Nejmladší dítě bylo nalezeno na úplném vrchu navršených těl. Inuité věřili, že po smrti následuje další život, a proto do hrobů přidávali kožešiny a nástroje pro lov do další etapy života. Nejvíce využívali kožešiny z tuleňů nebo sobů. V hrobě se našlo 78 kusů různého ošacení, ve kterém byla těla oblečena.

## Výzkum
Objevené mumie putovaly nejprve z Qilakitsoqu za vědci do Dánska a poté zpět do Grónska, kde jsou čtyři z mumií k vidění ve stálé expozici v Grónském národním muzeu. Jen čtyři z nich byly velmi dobře zakonzervované a díky tomu je bylo možné podrobit výzkumu. 
Vědci používali k výzkumu DNA extrahované z vlasů a nehtů těl. Zjistili stravovací návyky zemřelých před smrtí. Všechny mumie byly dobře živeny a v období před smrtí se jejich strava skládala ze 75 % mořských plodů a 25 % z rostlinné stravy a masa (např. sobího).
Mumie byly testovány a zkoumány rentgenem, aby se zjistily příčiny smrti. Šestiměsíční kojenec byl podle výsledků testů s největší pravděpodobností pohřben zaživa se svou matkou, která podlehla nádorovému onemocnění. Patrně proto, že nebylo možné najít náhradní matku, která by se o dítě starala. Výzkum DNA prokázal, že nalezené mumie patří ke dvěma příbuzenským klanům. Jen jedno tělo nemá stejné znaky a je možné, že tato žena se do jedné z rodin přivdala. Dvě nejstarší ženy byly pravděpodobně sestry a jedna z nich mohla být matkou nejmladší ženy. Nejmladší žena byla pravděpodobně matkou šestiletého chlapce, matkou nejmladšího chlapce mohla být jedna z mladých žen v hrobě. Žena nepříbuzná ani jedné z rodin byla ve věku 40-50 let.
Jedna z žen byla hluchá a slepá a výzkumy ukázaly, že trpěla řadou onemocnění včetně zhoubného nádoru. Testy také dokazují, že byla velice dobře živena před smrtí, nicméně v průběhu života dostatek potravy neměla. Šestiletý chlapec trpěl Downovým syndromem a onemocněním, které mu zdeformovalo pánev, takže nebyl schopen chodit. To mohlo být příčinou jeho pohřbení, protože se nedokázal o sebe sám postarat. Inuité si nemohli dovolit jedince, který by se o nemohoucího staral.
U pěti žen se pomocí infračervených fotografií našly stopy po obličejovém tetování. Čáry se nacházely na čele a orámované měly i obočí a dvě ženy měly na čele tečky. Všechny měly tetované tváře a tři měly čáry pod bradou. Tetování měly většinově inuitské dospělé ženy k rozpoznání jejich původu. Inkoust, pomocí kterého byly ženy tetované, byl modrý nebo černý.
Záhadou zůstává, proč byly ženy pohřbeny samy bez muže. Inuité měli ve zvyku pohřbívat ženy s muži. Vědci se domnívají, že se mohlo jednat o hromadné utonutí. Nicméně stejná doba úmrtí není vědci potvrzena.